# Драгор (река)
Драгор (макед. Драгор) — река в Северной Македонии.
Река Драгор протекает в юго-западной части Северной Македонии. Исток её находится в горном массиве Баба (Пелистер), на высоте 576 метров над уровнем моря. Длина Драгора составляет около 32 километров. Он протекает мимо северомакедонских сёл Дихово, Братин Дол и Нижеполе, затем через город Битола, и в одном километре северо-западнее села Новаци впадает в реку Црна.
Бассейн реки охватывает площадь в 188 км². Наиболее полноводной она является в период с апреля по май, во время таяния снегов в горах. Наиболее низкий уровень воды — с июня по сентябрь. Так как во время разлива реки случались наводнения (в 1962, 1966 годах), в 1983 на Драгоре был построен канал, отводящий излишки вод в Стрежевское озеро. Воды горной реки Драгор практически не загрязнены и исключительно высокого качества.